# French Open 1993 (Badminton)
Die French Open 1993 im Badminton fanden vom 24. bis 28. März 1993 in der Halle Carpentier in Paris statt. Das Preisgeld betrug 10.000 US-Dollar.

## Sieger und Platzierte
| Disziplin    | Gold                                    | Silber                                    | Bronze                           |
| ------------ | --------------------------------------- | ----------------------------------------- | -------------------------------- |
| Herreneinzel | Hendrawan                               | Søren B. Nielsen                          | Peter Bush                       |
| Herreneinzel | Hendrawan                               | Søren B. Nielsen                          | Lin Liwen                        |
| Dameneinzel  | Yao Yan                                 | Ye Zhaoying                               | Minarti Timur                    |
| Dameneinzel  | Yao Yan                                 | Ye Zhaoying                               | Hu Ning                          |
| Herrendoppel | S. Antonius Budi Ariantho Denny Kantono | Rudy Gunawan Haditono Dicky Purwotjugiono | Robert Larsson Rikard Magnusson  |
| Herrendoppel | S. Antonius Budi Ariantho Denny Kantono | Rudy Gunawan Haditono Dicky Purwotjugiono | Liu Di Yu Yong                   |
| Damendoppel  | Yao Fen Lin Yanfen                      | Nong Qunhua Zhou Lei                      | Eline Coene Erica van den Heuvel |
| Damendoppel  | Yao Fen Lin Yanfen                      | Nong Qunhua Zhou Lei                      | Chen Ying Wu Yuhong              |
| Mixed        | Aryono Miranat Eliza Nathanael          | Rudy Gunawan Rosiana Tendean              | Chen Xingdong Sun Man            |
| Mixed        | Aryono Miranat Eliza Nathanael          | Rudy Gunawan Rosiana Tendean              | Liu Jianjun Wang Xiaoyuan        |

## Finalresultate
| Disziplin    | Sieger                                  | Finalist                                  | Ergebnis           |
| ------------ | --------------------------------------- | ----------------------------------------- | ------------------ |
| Herreneinzel | Hendrawan                               | Søren B. Nielsen                          | 15-9, 13-18, 15-11 |
| Dameneinzel  | Yao Yan                                 | Ye Zhaoying                               | 11-7, 5-11, 11-5   |
| Herrendoppel | S. Antonius Budi Ariantho Denny Kantono | Rudy Gunawan Haditono Dicky Purwotjugiono | 15–11, 18-16       |
| Damendoppel  | Yao Fen Lin Yanfen                      | Nong Qunhua Zhou Lei                      | 15-10, 17-15       |
| Mixed        | Aryono Miranat Eliza Nathanael          | Rudy Gunawan Rosiana Tendean              | 15-7, 15-12        |